# 계란탕
계란탕(鷄卵湯)은 맑은장국에 달걀을 풀어서 끓인 국이다.

## 같이 보기
- 단화탕